# Mosjö-Täby församling
Mosjö-Täby församling är en församling i Örebro pastorat i Norra Närkes kontrakt i Strängnäs stift i Svenska kyrkan. Församlingen ligger i Örebro kommun i Örebro län.

## Administrativ historik
Församlingen bildades 2010 genom sammanslagning av Mosjö och Täby församlingar och ingick därefter till 2014 i Adolfsberg, Mosjö och Täby pastorat. Från 2014 ingår församlingen i Örebro pastorat.

## Kyrkobyggnader
- Mosjö kyrka
- Täby kyrka.